# Cecilia Kin
Cecilia Kin, alla nascita Цецилия Исааковна Рубинштейн, traslitterato Cecilija Isaakovna Rubinštejn (Mahilëŭ, 7 maggio 1905 – Mosca, 17 gennaio 1992), è stata una scrittrice, critica letteraria, traduttrice e italianista russa.

## Biografia
Cecilija Isaakovna Rubinštejn nacque nel 1905, da famiglia israelita, a Mogilëv una città appartenente all'epoca all'Impero russo e attualmente alla Bielorussia. Dopo la rivoluzione d'ottobre la sua famiglia si trasferì a Ekaterinburg; qui Cecilija militò nel Komsomol, l'organizzazione giovanile comunista, e appena diciottenne sposò il giovane scrittore e commediografo Viktor Kin (pseudonimo di Viktor Pavlovič Surovikin). Nel 1931 Viktor Kin fu nominato corrispondente in Italia dell'agenzia di stampa sovietica Tass e, tre anni dopo, in Francia; Cecilia seguì il marito a Roma e poi a Parigi, ed ebbe l'opportunità di imparare bene la lingua italiana.
Nel 1937 Viktor Kin fu una delle vittime delle "Grandi purghe" staliniane: condannato a dieci anni, fu rinchiuso in un gulag e non se ne conobbe con sicurezza la sorte, non si sa cioè se sia morto di stenti o sia stato giustiziato; l'anno dopo fu imprigionata la stessa Cecilija, rea di esser moglie di un condannato. Cecilija Kin uscì dal lager nel 1946 in quanto Lev Kin, il suo unico figlio, era morto eroicamente a diciassette anni combattendo contro i tedeschi. Viktor Kin fu ricevette una riabilitazione postuma dopo il XX Congresso del PCUS (1956). Cecilija Kin poté tornare al lavoro, inizialmente grazie ad Aleksandr Tvardovskij il quale l'invitò a interessarsi di cultura italiana e a scrivere per la rivista da lui diretta «Novyj Mir». Cecilija Kin scrisse nove libri, numerose traduzioni di scrittori italiani, e numerosi saggi sulle vicende politiche e letterarie dell'Italia, paese che considerò la sua "seconda patria". Malata da molto tempo, nel 1992 si tolse la vita.

## Riconoscimenti
- Premio Grinzane Cavour per la Narrativa Italiana per Autoritratto in rosso nel 1990[5].
- Premio letterario Racalmare Leonardo Sciascia per Autoritratto in rosso nel 1991[6]
- A Cecilia Kin è intitolato anche un premio Grinzane Cavour per la traduzione e la saggistica, attivo dal 1997[7]

## Opere (selezione)
- Mif, real’nost’, literatura: Ital’ânskie zametki (Il mito, la realtà, la letteratura: note italiane). Moskva: Sovetskij pisatel’, 1968
- Scelta o destino (Vybor ili sud’ba); traduzione di Claudia Sugliano e Bruno Mozzone, Milano: Il lichene, 1988
- Autoritratto in rosso, Roma: Lucarini, 1989, ISBN 88-7033-351-5 (autobiografia)
- Pagine del passato; traduzione di Giovanna Spendel; prefazione di Vittorio Strada, Milano: Longanesi, 1971

## Nome
1. 1 2 3  Sergio Romano.
2. 1 2  Fiammetta Cucurnia.
3. 1 2  (RU)  Biografia di Viktor Kin Archiviato il 4 marzo 2016 in Internet Archive.
4. ↑  Kin, il suicidio tradito, La Stampa del 18 febbraio 1993
5. ↑  Ecco i vincitori del Premio Grinzane Cavour 1990, La Repubblica del 23 gennaio 1990
6. ↑  Vincitori del Premio letterario Recalmare L. Sciascia Città di Grotte
7. ↑  Istituto Italiano di Cultura, Premio Grinzane Cavour